# Loire-Nieuport LN 10
Le Loire-Nieuport LN 10 est un prototype d’avion militaire de la Seconde Guerre mondiale réalisé en France par Loire Aviation.

## Conception
Le Loire-Nieuport LN 10 est conçu par l’ingénieur Yves Jan-Kerguistel en réponse à une spécification de l'aéronavale française. C’est un hydravion à flotteurs bimoteur de combat, destiné à la reconnaissance et au torpillage, monoplan à aile basse en W. Il est doté d'un puissant armement comprenant des mitrailleuses et des canons. 
Sa construction commence à la fin de l'année 1937, et il effectue son vol initial le 21 juillet 1939, piloté par le pilote d'essai Pierre Nadot. Le seul LN 10 assemblé fut sabordé sur le lac d'Hourtin en juin 1940 pour éviter qu'il ne tombe entre les mains des Allemands après la reddition de la France.

## Postérité
Bien que Kerguistel soit spécialiste des hydravions, il réalise aussi un avion terrestre pour répondre au programme de bombardier lourd de la toute nouvelle armée de l'air française. Désigné SNCAO CAO.700, sa conception débute en 1937. Le bureau d’études se rend compte que les caractéristiques du CAO.700 et du LN 10 sont suffisamment proches pour utiliser des éléments principaux de l’hydravion pour réaliser le bombardier. Le CAO.700 n’aura pas davantage de succès, car lorsque le prototype est prêt en avril 1940, la Bataille de France débute, et le projet est abandonné après l’Armistice du 22 juin 1940.   